# Modem 3G
A palavra modem vem da junção das palavras modulador e demodulador.
O modem é um dispositivo que realiza a conexão com a internet. Já o modem 3G é uma tecnologia específica de modem. Ele é um dispositivo sem fio, com saída USB para conexão em um outro dispositivo tais como Tablets (com suporte 3G), notebooks, netbooks, desktops, etc. objetivando conexão com a internet. O modem 3G recebe e decodifica o sinal digital de alta velocidade transmitido pelas operadoras de celulares para aparelhos portáteis (celulares, smartphones e notebooks) compatíveis com a tecnologia 3G.
Embora geralmente denominamos Modem 3g, diversas são as tecnologias destes dispositivos e suas respectivas conexões com o servidor. Há a tecnologia GSM, EDGE, WCDMA, GPRS, HSPA, HSDPA, HSUPA, etc. A tecnologia HSPA basicamente são incrementos em cima do WCDMA original. O GPRS e o EDGE são incrementos do GSM. O EDGE é uma tecnologia que permite conexões com velocidade máxima de 300 Kbps e também é chamado de 2G.
O termo HSPA é geralmente utilizado para designar os dois estágios seguintes (Rel 5 e 6), que compreendem as tecnologias HSDPA e HSUPA, com as quais se obtêm incrementos significativos de velocidade. Esta velocidade normalmente é superior a 1 Mbps de velocidade. O termo HSPA e seus derivados também podem ser chamados de 3G.
Como qualquer dispositivo, o modem necessita de um driver (software) que o gerencie e realize sua comunicação com o dispositivo ao qual ele será conectado. Normalmente este driver é acompanhado de um outro programa que faz a discagem do modem para que seja realizada a conexão. A maioria destes softwares permitem enviar e receber SMS (Torpedos) e com isso há uma comodidade em gerenciar seus SMSs pelo computador.
Várias são as marcas de modem 3G no mercado. Algumas se diferem em tecnologia mas, são bastante similares.
O modem 3G possui aparência de uma Pen drive e alguns podem ser usados como tal, pois, muitos modems 3G possuem entrada para cartão de memória do tipo mini SD.
Normalmente não vem nenhuma recomendação de posição específica para conectar um modem 3G a um dispositivo, no entanto, alguns testes demonstraram que há variações consideráveis de frequência de sinal de acordo com a posição do modem 3G. Similar a verticalidade ou horizontalidade das antenas de internet à rádio.